# Kira Muratova
Kira Georgiїvna Muratova, nata Korotkova (in ucraino Кіра Георгіївна Муратова?, in russo Кира Георгиевна Муратова?, Kira Georgievna Muratova; Soroca, 5 novembre 1934 – Odessa, 6 giugno 2018), è stata una regista cinematografica e sceneggiatrice moldava naturalizzata ucraina.

## Biografia
Cittadina fino al 1991 dell'URSS, studiò dapprima filologia all'Università di Mosca. Nel 1954 s'iscrisse al VGIK, l'università sovietica di cinematografia, dove studiò regia con Sergej Gerasimov. Si diplomò nel 1959. Nel 1962 sposò il regista ucraino Aleksandr Muratov e si stabilì a Odessa. Il primo lungometraggio, Nostro pane onesto, fu diretto nel 1964 con il marito.
Ebbe successivamente seri problemi con la censura. Brevi incontri del 1968, Lunghi addii del 1971, Alla scoperta della vita del 1979 vennero ritirati, mentre Tra le pietre grigie del 1983 fu rimontato e, non essendo stato più riconosciuto dall'autrice, fu attribuito a un tale Ivan Sidorov. I problemi si risolsero dapprima con l'inizio della perestrojka, e successivamente con la fine della stessa Unione Sovietica.
Nel 1990 fu membro della giuria al Festival di Venezia e, nello stesso anno, vinse l'Orso d'argento al Festival di Berlino con il film Sindrome astenica.
Tutte le sue pellicole sono state trasmesse dal programma televisivo Fuori orario. Cose (mai) viste.

## Filmografia
- Vesennij dožd, co-regia di Aleksandr Muratov - cortometraggio (1958)
- U krutogo jara, co-regia di Aleksandr Muratov (1962)
- Nostro pane onesto (Naš čestnyj chleb), co-regia di Aleksandr Muratov (1964)
- Brevi incontri (Korotkie vstreči) (1967)
- Lunghi addii (Dolgie provody) (1971)
- Russia, co-regia di Theodore Holcomb - documentario (1972)
- Alla scoperta della vita (Poznavaja belyj svet) (1979)
- Tra le pietre grigie (Sredi serych kamnej) (1983)
- Mutamenti del destino (Peremena učasti) (1987)
- Sindrome astenica (Asteničeskij sindrom) (1989)
- Il poliziotto sentimentale (Čuvstvitel'nyj milicioner) (1992)
- Passioni (Uvlečen'ja) (1994)
- Tre piccoli omicidi (Tri istorii) (1997)
- Pis'mo v Ameriku - cortometraggio (1999)
- Gente ordinaria (Vtorostepennye ljudi) (2001)
- Motivi cechoviani (Čechovskie motivy) (2002)
- L'accordatore (Nastrojščik) (2004)
- Spravka - cortometraggio (2005)
- Due in uno (Dva v odnom) (2007)
- Kukla - cortometraggio (2009)
- Melodia per organetto (Melodija dlja šarmanki) (2009)
- Eterno ritorno (Večnoe vozvraščenie) (2012)